# Bój pod Kobylszczyzną

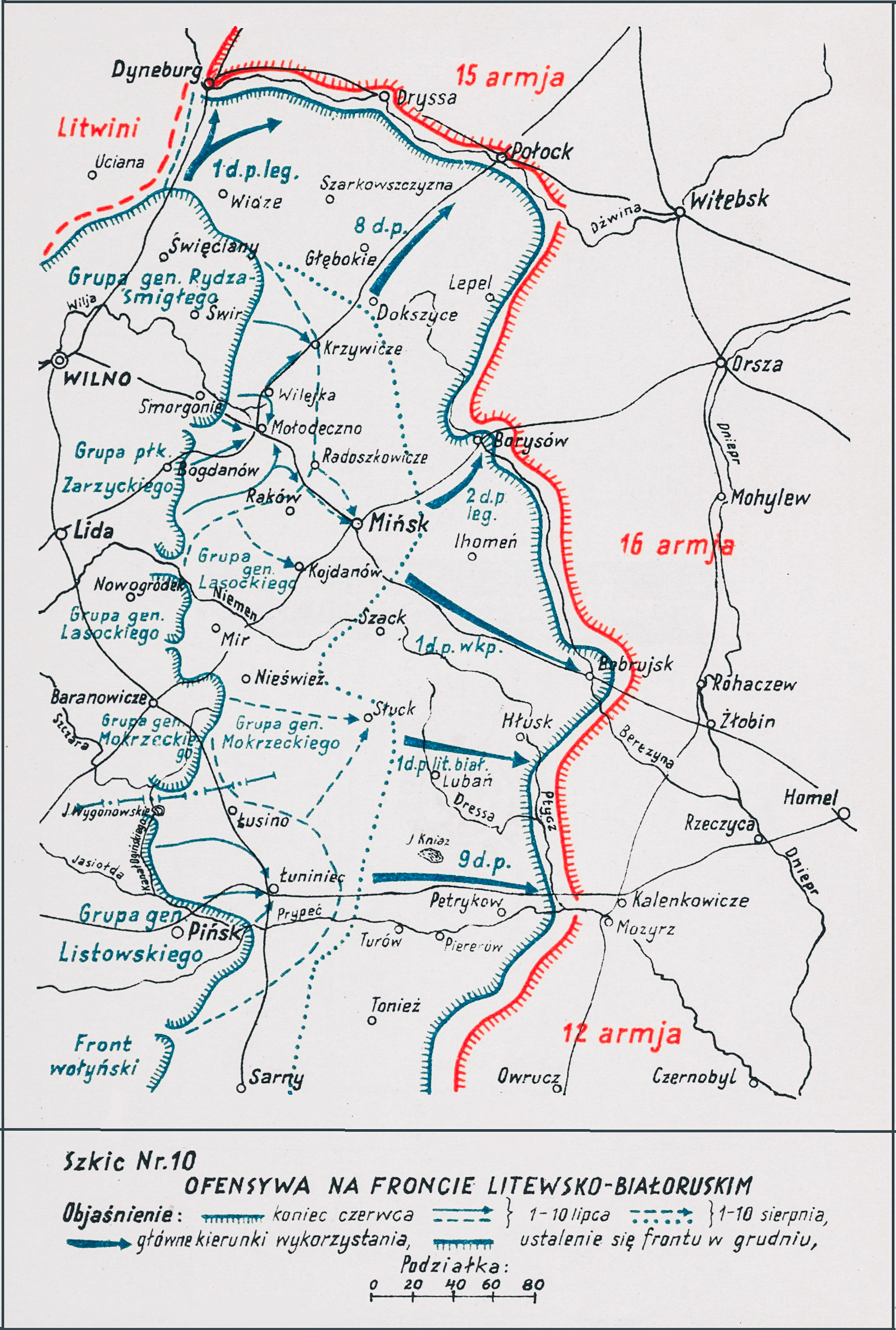
Adam Przybylski,
Wojna Polska 1918–1921

Bój pod Kobylszczyzną – walki polskiego 2 pułku piechoty Legionów z oddziałami sowieckimi toczone w pierwszym roku wojny polsko-bolszewickiej.

## Geneza
W drugiej połowie lipca 1919 Naczelne Dowództwie WP zakończyło prace nad planem szeroko zakrojonej operacji zaczepnej, której celem było opanowanie Mińska, Borysowa, Bobrujska i oparcie frontu o linię rzek Dźwiny i Berezyny.
W rozkazie operacyjnym Frontu Litewsko-Białoruskiego z 3 sierpnia 1919 przewidziano, że natarcie na Mińsk ubezpieczą na lewym skrzydle oddziały 1 Dywizji Piechoty Legionów w rejonie Mołodeczna, Wilejki, a na prawym skrzydle oddziały Grupy Operacyjnej gen. Lasockiego. 2 Dywizja Piechoty Legionów miała wykonać natarcie na miasto z północnego zachodu, a następnie miała ubezpieczyć Mińsk z kierunku Borysowa.
Po zajęciu Mińska 2 Dywizja Piechoty Legionów nacierała dalej w kierunku na Borysów i 18 sierpnia zajęła miasto. Uchwyciła też obszerny przyczółek na wschodnim brzegu Berezyny, który stworzył podstawę wyjściową dla wielu wypadów na tyły Armii Czerwonej.

## Walczące wojska
| Jednostka                       | Dowódca                    | Podporządkowanie          |
| Wojsko Polskie                  |                            |                           |
| 2 Dywizja Piechoty Legionów     | płk Henryk Minkiewicz      | Front Litewsko-Białoruski |
| ⇒ 2 pułk piechoty Legionów      | mjr Stanisław Tessaro      | 2 DP Leg.                 |
| → III/2 pułku piechoty Legionów | kpt. Konstanty Orzechowski | grupa wypadowa            |
| – 11/2 pułku piechoty Legionów  | ppor. Wacław Spława-Neyman | grupa wypadowa            |
| – 12/2 pułku piechoty Legionów  |                            | grupa wypadowa            |
| Armia Czerwona                  |                            |                           |
| 19 Mazowiecki pułk strzelców    |                            | 16 Armia                  |

## Wypad na Kobylszczyznę
W październiku 1919 przedmościa Borysowa broniły oddziały 2 Dywizji Piechoty Legionów. Dowódca dywizji płk Henryk Minkiewicz zarządził dokonanie wypadu na Kobylszczyznę. Jego celem było rozbicie koncentrujących się tam sowieckich oddziałów 18 Mazowieckiego pułku strzelców i zagarnięcie baterii artylerii.
Do wykonania wypadu wyznaczony został III batalion 2 pułku piechoty Legionów. Dowodzenie nad grupą wypadową objął dowódca III batalionu kpt. Konstanty Orzechowski.
17 października oddział, maszerując lasami, ominął ubezpieczenia nieprzyjaciela. Około południa idąca w szpicy 11 kompania ppor. Wacława Spławy-Neymana uderzyła na Kobylszczyznę od strony północnej, a trzy sekcje 12 kompanii od zachodniej. Równocześnie wydzielone sekcje zaatakowały pobliskie wioski: Podberezie i Sieliszcze. Napływające z różnych miejsc odgłosy strzelaniny sprawiały wrażenie, jakby w wypadzie brały udział znaczne siły polskie. Zaskoczony przeciwnik niemal nie stawiał oporu.

## Bilans walk
Wypad na Kobylszczyznę zakończył się pełnym sukcesem Polaków. Nie odnotowano strat własnych, wzięto do niewoli 77 jeńców, zdobyto 2 działa i 2 ciężkie karabiny maszynowe.